# Aigueperse (Rhône)
Pour les articles homonymes, voir Aigueperse.
 Aigueperse  est une commune française située dans le département du Rhône, en région Auvergne-Rhône-Alpes.

## Géographie
Aigueperse est une commune rurale située dans le Haut-Beaujolais, à l'extrémité nord-ouest du département du Rhône, en limite de la Saône-et-Loire. Elle est traversée par le Sornin.

### Climat
Pour des articles plus généraux, voir Climat d'Auvergne-Rhône-Alpes et Climat du Rhône.
En 2010, le climat de la commune est de type climat des marges montargnardes, selon une étude du Centre national de la recherche scientifique s'appuyant sur une série de données couvrant la période 1971-2000. En 2020, Météo-France publie une typologie des climats de la France métropolitaine dans laquelle la commune est exposée à un climat de montagne ou de marges de montagne et est dans la région climatique Centre et contreforts nord du Massif Central, caractérisée par un air sec en été et un bon ensoleillement.
Pour la période 1971-2000, la température annuelle moyenne est de 10,4 °C, avec une amplitude thermique annuelle de 16,5 °C. Le cumul annuel moyen de précipitations est de 992 mm, avec 12,3 jours de précipitations en janvier et 8,1 jours en juillet. Pour la période 1991-2020, la température moyenne annuelle observée sur la station météorologique de Météo-France la plus proche, « Matour_sapc », sur la commune de Matour à 5 km à vol d'oiseau, est de 11,0 °C et le cumul annuel moyen de précipitations est de 1 029,8 mm,. Pour l'avenir, les paramètres climatiques de la commune estimés pour 2050 selon différents scénarios d'émission de gaz à effet de serre sont consultables sur un site dédié publié par Météo-France en novembre 2022.

## Urbanisme

### Typologie
Au 1er janvier 2024, Aigueperse est catégorisée commune rurale à habitat très dispersé, selon la nouvelle grille communale de densité à sept niveaux définie par l'Insee en 2022.
Elle est située hors unité urbaine et hors attraction des villes,.

### Occupation des sols
L'occupation des sols de la commune, telle qu'elle ressort de la base de données européenne d’occupation biophysique des sols Corine Land Cover (CLC), est marquée par l'importance des territoires agricoles (65,2 % en 2018), une proportion sensiblement équivalente à celle de 1990 (65,1 %). La répartition détaillée en 2018 est la suivante : 
prairies (61,2 %), forêts (34,8 %), zones agricoles hétérogènes (4,1 %). L'évolution de l’occupation des sols de la commune et de ses infrastructures peut être observée sur les différentes représentations cartographiques du territoire : la carte de Cassini (XVIIIe siècle), la carte d'état-major (1820-1866) et les cartes ou photos aériennes de l'IGN pour la période actuelle (1950 à aujourd'hui).

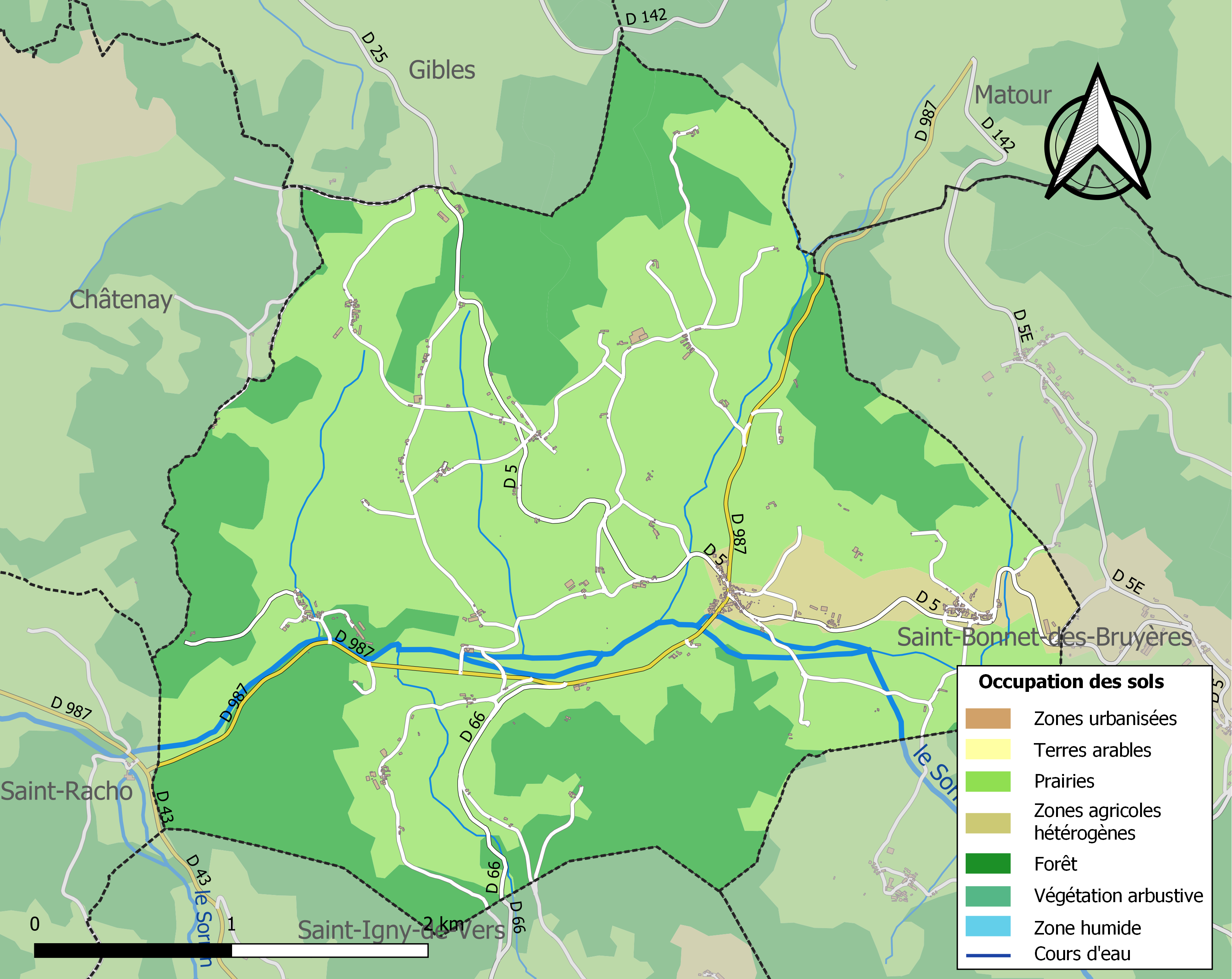
Carte des infrastructures et de l'occupation des sols de la commune en 2018 (CLC).

## Toponymie
Le nom de la localité est attesté sous la forme latinisée de Aquis passis en 1100.
Il s'agit d'une formation toponymique médiévale caractéristique de l'ancien franco-provençal en Aigue- « eau ». Le second élément -perse procède ultimement d'un bas latin *parsa ou directement du latin sparsa « éparse, étalée »,, de même étymologie que le français éparse. Il s'agit donc d'un « lieu à (aux) l'eau(x) éparse(s) », au sens d'« eau(x) stagnante(s) répandue(s) ici et là ».

## Politique et administration

### Administration territoriale
La commune appartient au canton de Monsols, avant de rejoindre celui de Thizy-les-Bourgs en 2015.

### Administration municipale
Le nombre d'habitants au dernier recensement étant compris entre 100 et 499, le nombre de membres du conseil municipal est de 11.

### Liste des maires
| Période                                  | Période    | Identité            | Étiquette | Qualité |
| ---------------------------------------- | ---------- | ------------------- | --------- | ------- |
| mars 2001                                | avril 2014 | Roland Lefevre      | DVD       |         |
| avril 2014                               | en cours   | Jean-Louis Duranton |           |         |
| Les données manquantes sont à compléter. |            |                     |           |         |

### Intercommunalité
La commune fait partie depuis le 1er janvier 2017 de la communauté de communes Saône-Beaujolais, qui a fusionné avec la communauté de communes du Haut-Beaujolais.

## Population et société

### Démographie
Les habitants sont nommés les Aiguepersirons.

L'évolution du nombre d'habitants est connue à travers les recensements de la population effectués dans la commune depuis 1793. Pour les communes de moins de 10 000 habitants, une enquête de recensement portant sur toute la population est réalisée tous les cinq ans, les populations de référence des années intermédiaires étant quant à elles estimées par interpolation ou extrapolation. Pour la commune, le premier recensement exhaustif entrant dans le cadre du nouveau dispositif a été réalisé en 2008.

En 2022, la commune comptait 239 habitants, en évolution de −4,78 % par rapport à 2016 (Rhône : +3,93 %, France hors Mayotte : +2,11 %).
| 1793 | 1800 | 1806 | 1821 | 1831  | 1836 | 1841  | 1846 | 1851  |
| ---- | ---- | ---- | ---- | ----- | ---- | ----- | ---- | ----- |
| 873  | 593  | 819  | 916  | 1 084 | 965  | 1 003 | 987  | 1 020 |

| 1856 | 1861  | 1866 | 1872 | 1876 | 1881 | 1886 | 1891 | 1896 |
| ---- | ----- | ---- | ---- | ---- | ---- | ---- | ---- | ---- |
| 977  | 1 010 | 948  | 921  | 911  | 865  | 854  | 908  | 915  |

| 1901 | 1906 | 1911 | 1921 | 1926 | 1931 | 1936 | 1946 | 1954 |
| ---- | ---- | ---- | ---- | ---- | ---- | ---- | ---- | ---- |
| 796  | 803  | 768  | 638  | 618  | 580  | 521  | 480  | 449  |

| 1962 | 1968 | 1975 | 1982 | 1990 | 1999 | 2006 | 2008 | 2013 |
| ---- | ---- | ---- | ---- | ---- | ---- | ---- | ---- | ---- |
| 423  | 388  | 360  | 267  | 240  | 232  | 244  | 247  | 249  |

| 2018 | 2022 | - | - | - | - | - | - | - |
| ---- | ---- | - | - | - | - | - | - | - |
| 246  | 239  | - | - | - | - | - | - | - |

## Culture locale et patrimoine

### Lieux et monuments

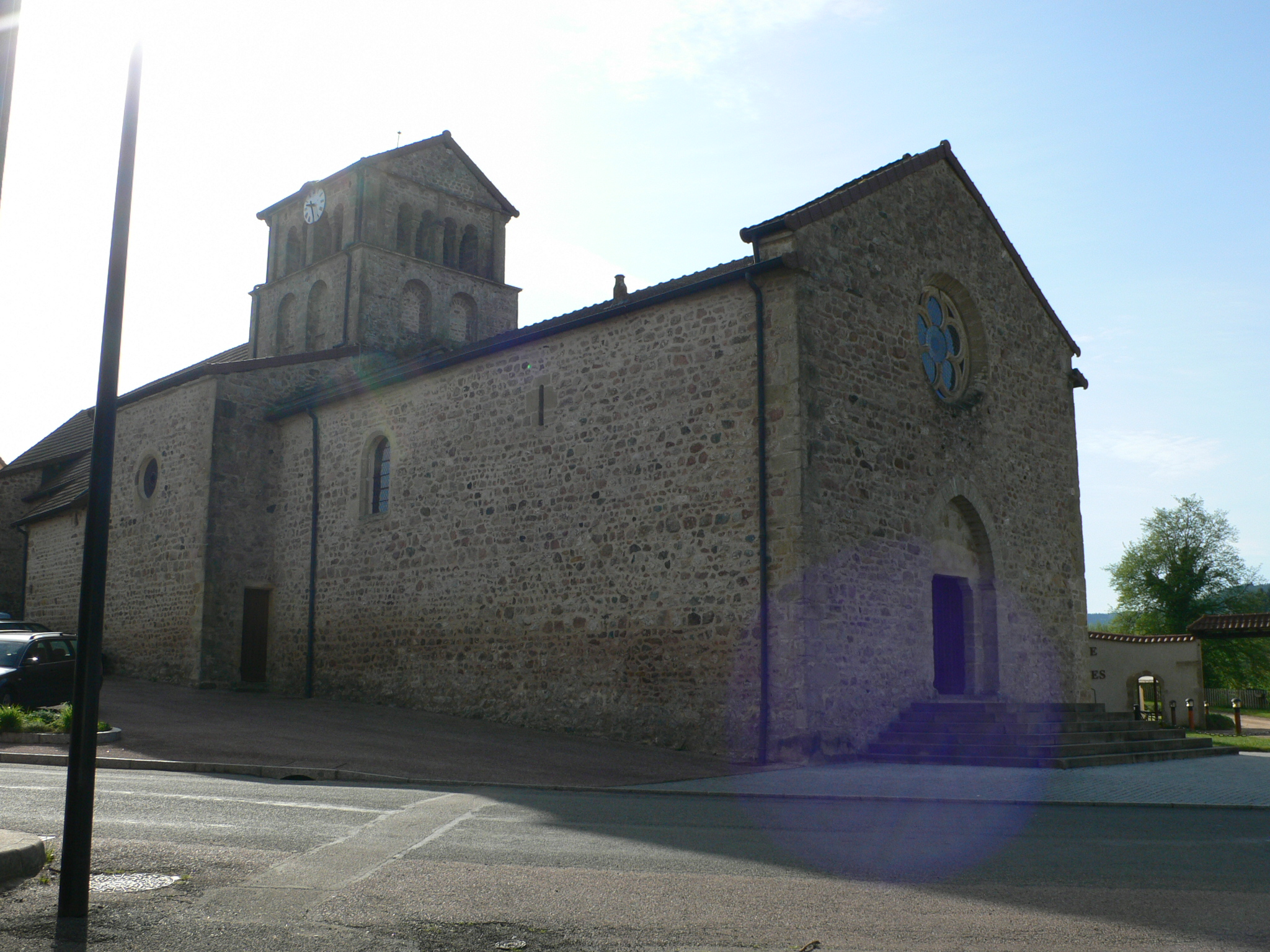
Église du village.

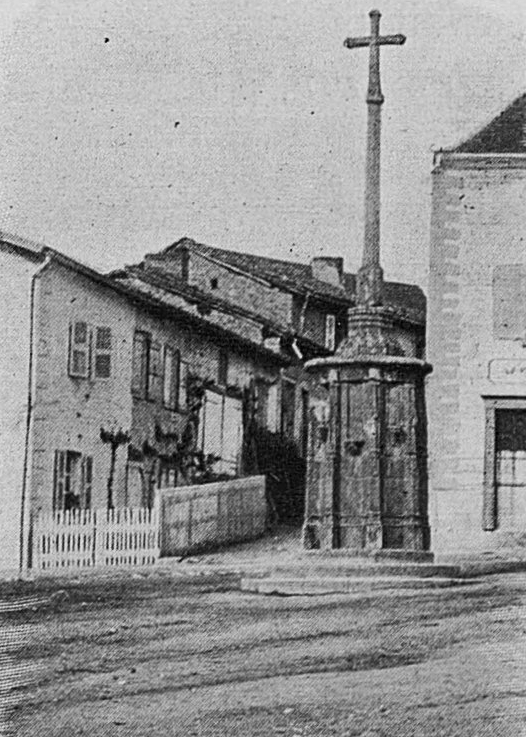
La croix monumentale d'Aigueperse au début du XXe siècle.

- La croix monumentale d'Aigueperse est inscrite au titre des monuments historiques.
- La collégiale Sainte-Marie-Madeleine, romane, comprend un clocher de style clunisien.

### Personnalités liées à la commune
- Gilbert Ducher, poète du XVIe siècle originaire d'Aigueperse.

### Héraldique
|  | Les armes de la commune d'Aigueperse se blasonnent ainsi : De sinople à deux chevègnes d'argent liées d'or, celle du chef contournée. |